# Fadil Hodža
Fadil Hodža (albansko Fadil Hoxha) , albanski komunist, prvoborec, politični komisar, partizan, politik in narodni heroj, * 15. marec 1916, † 23. april 2001, Priština, Kosovo, Zvezna republika Jugoslavija.

## Življenjepis
Med letoma 1932 in 1941 je živel v Albaniji (v Skadru in Elbasanu) kot politični emigrant in 1939 z Emin Durakujem po nalogu Skadarske komunistične skupine navezal stike z Oblastnim komitejem KPJ za Kosovo in Metohijo. Ob napadu na Jugoslavijo aprila 1941 se je vrnil in organiziral prve partizanske enote na Kosovu in Metohiji. Septembra 1942 je postal komisar, nato pa komandant NOPO Zenel Hajdini, aprila 1943 pa  komandant začasnega GŠ NOV in PO za Kosmet s činom polkovnika. Po vojni je imel pomembne funkcije na Kosovu in Metohiji, mdr. kot predsednik oblastnega ljudskega odbora (1945–1953) in izvršnega sveta Avtonomne Kosovsko-metohijske oblasti (do 1963) ter član Zveznega izvršnega sveta (1963–1967). Njegov politična kariera se je razcvetela šele po padcu Aleksandra Rankovića, ko je kot predsednik Skupščine (1967–1969), član predsedstva (1969–1972 tudi izvršnega biroja) CK ZKJ, član (1974–1984) in eno leto podpredsednik (1978/79) predsedstva SFRJ ter nazadnje član Sveta federacije dosegel pomembne spremembe statusa Avtonomne pokrajine Kosovo, ki se je po letu 1968 skoraj izenačil s statusom republik, bistveno pa je pripomogel tudi k ustanovitvi univerze v Prištini in kosovske Akademije znanosti in umetnosti. Leta 1987 je po Miloševićevem prevzemu oblasti v Srbiji postal tarča političnih napadov, čeprav ni podpiral skrajnih oblik albanskega nacionalizma.  Na 9. in 11. seji CK ZKJ ugotovili njegovo politično odgovornost za "zgrešeno vodenje in težke napake v politiki ZK idr. organiziranih socialističnih sil na Kosovu, kar je omogočilo razbohotenje albanskega nacionalizma in separatizma in privedlo do kontrarevolucionarnih dogodkov v letu 1981". V januarju 1988 je bil zato razrešen članstva v CK ZKJ in Svetu federacije. V 90. letih je podprl odpor Albancev proti srbski represiji in vzpostavitev neodvisnega Kosova. Ukvarjal se je tudi s publicistiko; mdr. je objavil vojni dnevnik Ko pomlad zamuja.   
Sicer je v Jugoslaviji dobil čin (rezervnega) generalmajorja, bil je nosilec partizanske spomenice, reda narodnega heroja in junaka socialističnega dela. Bil je daljnji sorodnik (bratranec) Enverja Hoxhe.